# Ignacio Zuloaga
Ignacio Zuloaga y Zabaleta (26. srpnja 1870. – 31. listopada 1945.) bio je baskijski slikar, rođen u Eibaru (Gipuskoa), u blizini samostana Loyola.

## Obitelj
Ignacio Zuloaga bio je sin metalca i taušera Plácida Zuloage i unuk organizatora i direktora kraljevske oružarnice (Don Eusebio) u Madridu. Njegov stric bio je Daniel Zuloaga. Njegov pradjed je bio kraljevski oružar, ujedno prijatelj i suvremenik Goye.

## Životopis
U svojoj mladosti, Ignacio je crtao i radio u puškarskoj radionici svog oca Placida. Očev obrt je bio obiteljski posao visoko cijenjen diljem Europe, ali je svom sinu namijenio trgovinu, inženjerstvo ili arhitekturu. Međutim, tijekom kratkog puta u Rim sa svojim ocem, Ignacio je odlučio postati slikar. Njegova prva slika je izložena u Parizu 1890. godine
U dobi od 18 godina preselio se u Pariz, nastanio u Montmartreu, kako bi našao posao i obuku za slikara. Bio   je prilično siromašan, i živio od nekih mršavih doprinosa svoje majke i dobronamjernosti zemljaka Španjolaca, kao što su Francisco Durrio, Pablo de Uranga i Santiago Rusiñol.
Nakon samo šest mjeseci rada završio je svoju prvu sliku, koja je bila izložena 1890. u Pariškom salonu. Nastavljajući svoj studij u Parizu, gdje je živio pet godina, bio je on u kontaktu s post-impresionistima: kao što su Ramon Casas, Gauguin i Toulouse-Lautrec, ali su njegove tendencije uvijek tematski bile više etničke.
Pokušao je uspjeti tijekom boravka u Londonu; ali ga je mlako pokroviteljstvo navelo na povratak u Španjolsku, skrasivši se u Sevilli, a zatim Segoviji, te je razvio stil utemeljen na realističkoj španjolskoj tradiciji, Velázquezu i Murillu podsjećajući na njihove zemaljske slike i žanrovske teme. Slikao je portrete toreadora i flamenco plesačica; ili portrete članova obitelji i prijatelja u takvoj odjeći.
Također je naslikao Selo patuljaka (El enano Gregorio el Botero,) i Prosjake, često kao jake figura u sumornom tradicionalnom krajoliku ili gradovima u pozadini. Slikao je i nekoliko seoskih scena.
Bili su mu draži zemljani ili prigušeni tonovi, uključujući kestenastu, crnu i sivu, s izuzetkom šarene narodne nošnje ili jarko crvene halje u nekim slikama.
Zuloaga i njegovi pokrovitelji su osjećali omalovaženo 1900. godine, kada je njegova slika "Prije borbe bikova" odbijena za uključivanje u španjolsku postavu Opće izložbe u Bruxellesu. Godine 1899., jedna od njegovih slika izloženih u Parizu je kupljena za Luxembourg Palais. Međutim, on je izložio sliku na izložbi u Libre Esthetique u Bruxellesu, a viđena je u Modernoj galeriji u Bruxellesu. On je prihvaćen na Venecijanski bijenal 1901. i 1903. godine, i prikazao je 34 platna u Barceloni Međunarodnoj izložbi 1907. godine
Među jednim od vidljivijih istaknutih djela su "Cristo de la Sangre" (Krist od krvi) ili "Hermandad del Cristo Crucificado" (Bratstvo Raspetoga Krista), na zaslonu u Museo Reina Sofia u Madridu. On je također slikao slične slike pojedinaca kako prolaze tradicionalna mrcvarenja poput raspetog Krista pod naslovom flagelanti (1900). Ove slike je hvalio Unamuno u svojoj knjizi o De Arte Pictorico kao iskrenu predstavu Španjolske: pobožnu i tragičnu Španjolsku, crnu Španjolsku ukorijenjenu posebno u španjolskoj katoličkoj fascinaciju pokorom sakaćenja.
Brinton u svom pregledu izložbe u Americi godine 1909. navodi:
Gil kaže da su lica starijih ljudi koje on slika žestoka, grubo mistična, opsjednuta bolnim mislima, sjenama sjećanja na minulu slavu, tužne duše, oplakivanje pod težinom ideal stoljeća, oni nisu pojedinačni prikazi, ali sinteza tuge španjolske duše.
Jedna od američkih zbirki koja uključuje Zuloagine radove je Evergreen muzej i knjižnica Sveučilišta Johns Hopkins u Baltimoreu, Maryland. Službeno je u vlasništvu Evergreen House Foundation, neovisnog entiteta koji je započela Zuloagina velika prijateljica, filantrop Alice Warder Garrett (1877. – 1952.), Evergreenova djela uključuju portrete u punoj veličini gospođa Garrett (1915; 1928); sjedeći portret veleposlanika Johna Worka Garretta (1872. – 1942.); Španjolski krajobraz; slika temelji se na operi „Goyescas”; i krajobraz Calatayuda (Španjolska).
Airbus A340-642 EC-IZX, prijevozničke tvrtke Iberije nazvan je po njemu.

## Zuloaga tijekom španjolskog građanskog rata
Zuloaga je bio žarko privržen nacionalističkim falangistima tijekom Španjolskog građanskog rata i diktatorskog režima generala Franca, čiji je portret naslikao godine 1940. Dok je uništenje devastacija baskijskih sela od strane volontera pilota iz nacističke Njemačke navelo Picassa na slikanje epske slike Guernica, Zuloaga je radije slikao Opsadu Alcazara 1936. kada su se nacionalistički branitelji zgrade odbili predati unatoč tomu što je zgrada bila u plamenu. Ova opsada i druga događanja: poput smrti sina generala Moscarda, poslužila je kao glasni krik za borbu protiv republikanskih snaga. Nacionalistički sadržaj takve naravi bio je srodan Zuloaginom slavljenju narodnih tradicija. Međutim, u Španjolskoj, tijekom stoljeća, ovaj anti-kozmopolitski nacionalistički fokus je također bio korišten za protjerivanje određenih skupina kao što su Židovi, Mauri, i Romi. Francove snage su se udružile s fašističkima. Dakle stilski, izravnost "opsade" izbjegava realistične prikaze; falangizam nije bio privržen složenoj simbolici koju nalazimo u radovima kao što je Guernica.
Iako se može činiti čudno da jedan Bask ima sluha za snage koje su sravnile sa zemljom njegov rodni grad Eibar, i za Generalissima koji je godinama potiskivao učenje baskijskog jezika u Španjolskoj, međutim, baskijske zemlje su bile pristaša karlizma i njihovih paravojski Requetes, koje su formirale krhki savez s Falangom.
U travnju 1939. pišući svom meceni, gđi Garret, Zuloaga je izjavio:
Kasnije je tvrdio da je bio zaprepašten, kao francofil, da je Hitler porazio Francusku 1940. Nakon njegove smrti 1945., prikazan je na španjolskoj novčanici od 500 pezeta koje je emitirao Francov režim u seriji iz 1954., s prikazom Toleda na poleđini. Brinton je u svom eseju 1909 bio dalekovidan u svezi Zuloagine buduće privrženosti falagizmu:
On utjelovljuje u ekstremnom obliku duh autokracije u umjetnosti, načelo apsolutizma tako tipično njegovoj rasi i zemlji. U tim podebljanim radovima, afirmativnim platnima nećete naći ni traga kukavičluka ili kompromisa. Rad je prkosan, gotovo despotski. Ne nastoje pridobiti simpatije niti se boji biti iskreno antipatičan ... tonova nerijetko kiselih, a površine ponekad teške i metalik. Reakcionarno ako hoćete ...

## Vanjske poveznice
- http://fundacionzuloaga.com/ Zaklada Zuloaga